# Hemicervinia stylifera
Hemicervinia stylifera är en kräftdjursart som först beskrevs av Thompson 1893.  Hemicervinia stylifera ingår i släktet Hemicervinia och familjen Cerviniidae. Arten är reproducerande i Sverige. Inga underarter finns listade i Catalogue of Life.